# 六安軍
六安军，中国宋朝时设置的军。
北宋政和八年（1118年），设置六安军，治所在六安县（今安徽省六安市）。包括今安徽六安市、霍山县等地。元朝至元十二年（1275年），归附，二十八年（1291年）降为县，隶庐州路，后升为六安州。清朝雍正年间改为六安直隶州，1912年废州为县。